# Ференц Рейдей
Ференц Рейдей (угор. Rhédey Ferenc; 1610 — 13 травня 1667) — князь Трансильванії у 1657—1658 роках.

## Життєпис
Походив з угорського шляхетського роду Рейдеїв. Син Ференца Рейдея, капітана Вараду, та Каталіни Каролій (сестри першої дружини трансильванського князя Габора Бетлена). Народився 1610 року в Вараді. 1621 року помер його батько, а мати 1623 року вийшла вдруге за Іштвана Бетлена. Згодом оженився з донькою останнього.
1630 року, коли владу здобув Дєрдь I Ракоці, Ференц Рейдей поступив до нього на службу. 1637 року призначено ішпаном жупи Кюкюльо та членом князівської ради. 1648 року призначається надішпаном Мармарощини.
Зберіг вплив за правління наступного трансильванського князя Дєрдя II Ракоці. У 1657 році останній планував стати королем Речі Посполитої. Проти цього виступив сейм Трансильванії, оскільки плани Ракоці не підтримала Османська імперія. У відповідь Дєрдь II зрікся влади на користь Ференца Рейдея, але за умови, якщо Ракоці замиритися з Портою, то Рейдей поверне йому трон.
Новий князь не мав значного впливу в Трансильванії. Втім був визнаний Габсбургами. Османський уряд невдоволений діями Ракоці вичікував й лише після поразки того в Речі Посполитій у липні 1657 року перейшов до рішучих дій. У 1658 році Дєрдь Ракоці повернувся до Трансильванії, де Рейдей поступився владою. Втім цього не визнала Порта. Зі значним військом османи вдерлися до Трансильванії. Ференц Рейдей визнав владу османського ставленика Акоша Барчая.
В подальшій боротьбі між Ракоці й Барчаєм не брав участі, встановивши контакти з Австрією. 1679 року отримав від імператора Леопольда I титул графа. 1660 року після загибелі Дєрдя II Ракоці намагався самому посісти трон або зробити князем свого сина Ласло. Проте османи поставили у 1662 році князем Міхая Апафі. Ференц Рейдей визнав його, залишившись в князівській раді. Мешкав в Хусті, де підтримував протестанські школи. Помер 1667 року.

## Родина
Дружина — Друзіна, донька Іштвана Бетлена, трансильванського князя.
Діти:
- Ласло (1636—1664), капітан Гаромшека